# 雷尼克冰川
雷尼克冰川（英語：Rennick Glacier）是南極洲的冰川，全長約320公里，寬30至50公里，發源自梅薩山脈以西的南極高原，該冰川的上游在1960年由美國探險隊發現。
75°30′S 160°45′E / 75.5°S 160.75°E